# El Mirador del Penedès
El Mirador del Penedès és una urbanització i nucli de població del municipi del Montmell a la comarca del Baix Penedès. El gener de 2023 comptava amb 1.150 habitants i és, de molt, el nucli amb més població del municipi.
Està situada a l'extrem occidental del terme i a tocar dels límits municipals de Vila-rodona, Rodonyà i la Bisbal del Penedès.
La urbanització és orientada al sud, sota els cims situats al nord-oest de la serra del Montmell, el  Serrat de Collbeix (464 m), el Muró (516 m) i el Puigmoltó (544 m). A l'est hi transcorre el torrent del Pi de les Tres Soques. Al sud limita amb el nucli de Mas Mateu (el Montmell) i l'autopista AP-2 (km 223) a la Plana de la Llàntia.
La gran zona parcel·lada i urbanitzada, abasta una superfície aproximada de 1,5 km2 a banda i banda de la carretera TV-2401 que va des de la carretera C-51 (km 20) fins a la Bisbal del Penedès passant per la Joncosa del Montmell (cap de municipi).

## Urbanisme
L'augment de declaracions de primeres residències a la urbanització, ha fet que el Montmell lideri el rànquing de creixement percentual de municipis a Catalunya, amb un 362,5% més d'habitants, passant dels 408 el 2000 als 1.887 el 2023. Són segones residències que passen a ser primeres però a la zona no hi ha botigues ni comerç.
Per ajustar els serveis i redefinir la urbanització, l'ajuntament del Montmell ha promogut diferents plans i figures urbanístiques.
El Pla general d’ordenació del Montmell va ser aprovat per la Comissió Territorial d'Urbanisme de Tarragona el 15 de desembre de 1993 i preveia l’àmbit denominat “El Mirador del Penedès”, i s'hi va fer una divisió poligonal en unitats d'actuació (UA1 i UA2) que va ser redactada per la Direcció General d’Urbanisme de la Generalitat aprovada l’any 1997. El juliol de 2022 s'aprovà el projecte d’urbanització de la Unitat d’Actuació número 2 , promogut per l’Ajuntament del Montmell que compta, amb un pressupost base de licitació de més de 2 milions d'euros. S'ha promogut i aprovat la reparcel·lació dels polígons inicials de la urbanització (2024)
L'ajuntament no ha atorgat llicències d'obra nova en el conjunt d'urbanitzacions encara no recepcionades, tot i que el mercat de compravenda sí que està actiu. No obstant, el consistori no impulsarà, ara per ara, polítiques d'habitatge per cercar nous residents però, amb tot, sí que valora positivament el creixement de la població en els últims 23 anys.